# Аллеманов, Дмитрий Васильевич
Дмитрий Васильевич Аллеманов (22 октября [3 ноября] 1867 22 октября 1867, Бузулук — 13 сентября 1928, Москва) — русский православный священник, композитор и историк-музыковед, исследователь православного церковного пения.

## Биография
Родился в городе Бузулуке, затем переехал в Самару, где окончил Самарскую духовную семинарию. 
Затем переехал в Соль-Илецк (Илецк, Илецкую Защиту), где служил псаломщиком. В конце 1890-х годах работал в Орле регентом хора в кафедральном соборе Орловской епархии. В 1898 году переехал в Москву, где снова служил псаломщиком. 
Из Москвы в 1901 году уехал в Мензелинск, где был рукоположен во священники. В 1904 году вернулся в Москву, где прожил оставшуюся часть жизни.
В Москве, в разные годы, преподавал церковное пение в Московской духовной семинарии и Синодальном училище церковного пения, был членом совета Общества любителей церковного пения, возглавлял независимые (частные) духовные хоры. На протяжении десяти лет (до 1918 года) служил священником в церкви Похвалы Пресвятой Богородицы в Башмаках (утрачена). После революции, в 1925 году, как автор хоровой музыки, сумел получить членский билет так называемого Драмсоюза, в связи с чем имел возможность получать отчисления за исполнения в церквях своих произведений (подробнее см. Драмсоюз), но три года спустя скончался.

## Научная и творческая деятельность
Как композитор, создал и опубликовал не менее 93 церковных песнопений и их обработок. Как учёный, наряду с Ю. К. Арнольдом и С. В. Смоленским, был одним из крупных дореволюционных музыковедов — специалистов по церковной музыке.

## Сочинения
Среди печатных работ Аллеманова в области музыковедения:
- Церковное осмогласие в древнем установлении и современном понимании // Орловские епархиальные ведомости. 1898. № 49.
- Гармонизация древле-русского церковного пения по христианско-византийской музыкальной теории и законам церковного осмогласия для четырехголосного смешанного хора: Вып. 1. — М.: П. Юргенсон, 1898
- Церковные лады и гармонизация их по теории древних дидаскалов восточного осмогласия. М., 1900
- Аллеманов Д., Зверев А. Современное нотописание греческой церкви. М., 1907
- Русское хоровое церковное пение. М.: Товарищество скоропечатни А. А. Левенсон, 1910
- К восстановлению церковно-певческой старины // Музыка и пение. 1912. № 10-12; 1913. № 1-3

Автор учебников и учебных пособий:
- Методика церковного пения низшего, среднего и высшего курсов. М., 1908.
  - Выпуск 1: Курс низший, певческий
- Курс истории русского церковного пения. М.: П. Юргенсон
  - Ч. 1: Пение в Церкви вселенской; М., 1914.
  - Ч. 2: Пение мелодическое в Киевской и Владимиро-Суздальской Руси; Русское хоровое церковное пение. М., 1910
- Руководство для обучающих по «Нотному букварику» (Первый год обучения церк. пению в шк.). М., 1915.

Среди изданий музыкальных произведений:
- Духовно-музыкальные сочинения и переложения М.: П. Юргенсон.
  - Т. 1. № 1- 16; 1893.
  - Т. 2. № 17- 46; 1896.
  - Т. 3. № 47- 81.
  - Т. 4. № 82-93.
- Молитва за царя : Для смешан. хора без сопровожд. / Сл. и муз. Д. Аллеманова. — М.: П. Юргенсон, 1896.